# Въстание във Варшавското гето
Въстанието във Варшавското гето (на идиш: אױפֿשטאַנד אין װאַרשעװער געטאָ; на полски: powstanie w getcie warszawskim; на немски: Aufstand im Warschauer Ghetto) е бунт в гетото на Варшава, започнал на 19 април 1943 година. Това е най-значимата проява на съпротива на евреите по време на Втората световна война.

## Хронология
Гетото е използвано от германската администрация в окупирана Полша за принудително заселване на евреи. Въстанието е предизвикано от кампанията за окончателно изселване на жителите на гетото в концентрационния лагер Треблинка. Най-активни бойни действия се водят в първите дни след началото на въстанието, след което зле въоръжените и лишени от снабдяване въстаници претърпяват поражение. Официално краят на операцията по ликвидиране на гетото е обявен на 16 май. След взривяване на голямата синагога на Банковия площад във Варшава командирът от СС Юрген Щрооп, оглавяващ потушаването на въстанието във Варшавското гето, изпраща телеграма и озаглавява доклада си до Берлин „Варшавското гето вече не съществува“.Според Щрооп „еврейският въпрос е решен и във Варшава вече няма евреи“

## Историческа памет
Във ФРГ е построен монумент в памет на жертвите от гетото.
Паметник на героите от гетото във Варшава има и във Варшава, срещу изградения през 2009 – 2013 г. Музей за история на полските евреи „Полин“.

## Оценка от политиците на XXI век
През 2018 г. се отбелязват 75 години от въстанието. Тази годишнина се възприема по различен начин и някои държани изразяват неодобрение към промените в законодателството на Полша, заплашващи с глоба или затвор онези, които твърдят, че Полша е помагала на хитлеристите по време на окупацията.